# Adżman (emirat)
Adżman (arab. ‏عجمان‎) – najmniejszy emirat Zjednoczonych Emiratów Arabskich o powierzchni jedynie 259 kilometrów kwadratowych (z morzem terytorialnym 600 km²).

## Podstawowe dane
Stolicą emiratu jest miasto Adżman. Adżman składa się z 3 enklaw: stolica nad Zatoką Perską i 2 enklawy w głębi lądu: oazy Manama i Masfut.
Manama – enklawa o powierzchni 26 km², położona jest w odległości 73 km od stolicy, na granicy Fudżajry i Szardży.
Masfut (Masafwat) – enklawa o powierzchni 185 km², w odległości 110 kilometrów na południowy wschód od stolicy, między Dubajem, Ras al-Chajmą i Omanem.
W emiracie żyje około 247 tysięcy ludzi, z czego większość mieszka w stolicy. W 1980 r. obszar ten zamieszkiwało jedynie 36,1 tys., ale w ostatnich latach ich liczba się zwiększyła, ponieważ zaczęli się tutaj osiedlać ludzie z innych emiratów. W emiracie dominuje grupa etniczna Nasim.
Obecnie od 1981 roku emiratem rządzi szejk Humajd V ibn Raszid Al Nuaimi.
W emiracie wydobywa się ropę naftową. Bogate są też złoża rud metali: chromu, niklu i platyny. Na wybrzeżu poławiane są ryby i perły, w oazach uprawia się warzywa i palmy daktylowe.

## Historia
Nazwa emiratu pochodzi od beduińskiego plemienia, ongiś jednego z potężniejszych w Arabii, które w XVIII w. osiadły nad Zatoką Perską m.in. na terenach obecnego emiratu. Powstanie szejkanatu datuje się na 1775 rok. Od 1820 r. protektorat brytyjski (szejk Raszid bin Humaid). W ZEA od 2 grudnia 1971 r. Adżman w latach 1964–1972 wydawał wiele filatelistycznych emisji, które cieszyły się dużym powodzeniem u zbieraczy.

## Władcy emiratu
- 17..–17.. Raszid ibn Hamid Al Nuaimi
- 17..–1816 Humajd ibn Raszid Al Nuaimi
- 1816–1838 Raszid II ibn Humajd Al Nuaimi
- 1838–1841 Humajd II ibn Raszid Al Nuaimi (pierwszy raz)
- 1841–1848 Abd al–`Aziz I ibn Rashid Al Nuaimi
- 1848–1873 Humajd II ibn Rashid Al Nuaimi (drugi raz)
- 1873–1891 Raszid III ibn Humajd Al Nuaimi
- 1891–1900 Humaid III ibn Rashid Al Nuaimi
- 1900–1910 Abd al–`Aziz II ibn Humayd Al Nuaimi
- 1910–1928 Humajd IV ibn `Abd al–`Aziz Al Nuaimi
- 1928–1981 Raszid IV ibn Humajd an-Nu’ajmi
- od 1981 Humajd V ibn Raszid Al Nuaimi